# Рачи (Горж)
Рачи (рум. Raci) насеље је у Румунији у округу Горж у општини Негомир. Oпштина се налази на надморској висини од 200 m.

## Становништво
Према подацима из 2002. године у насељу је живело 194 становника, од којих су сви румунске националности.